# Frelenberg
Frelenberg ist ein nördlicher Stadtteil von Übach-Palenberg im Kreis Heinsberg und liegt an der Wurm. Der Ort verfügt über zwei Kindergärten und eine Gemeinschaftsgrundschule. An der Wurm liegt eine Kläranlage.

## Geschichte
1217 wurde Frelenberg erstmals urkundlich erwähnt.
1794 wurde die Bürgermeisterei Frelenberg gebildet.
Die Eigenständigkeit Frelenbergs endete am 1. Mai 1935; es entstand die Gemeinde Übach-Palenberg aus den bis dahin selbständigen Bürgermeistereien Scherpenseel und Frelenberg sowie der Gemeinde Übach.
Ab 1980 gab es in Frelenberg erste verkehrsberuhigte Straßen.
Am 31. Dezember 2015 lebten hier 3180 Personen.

## Religion

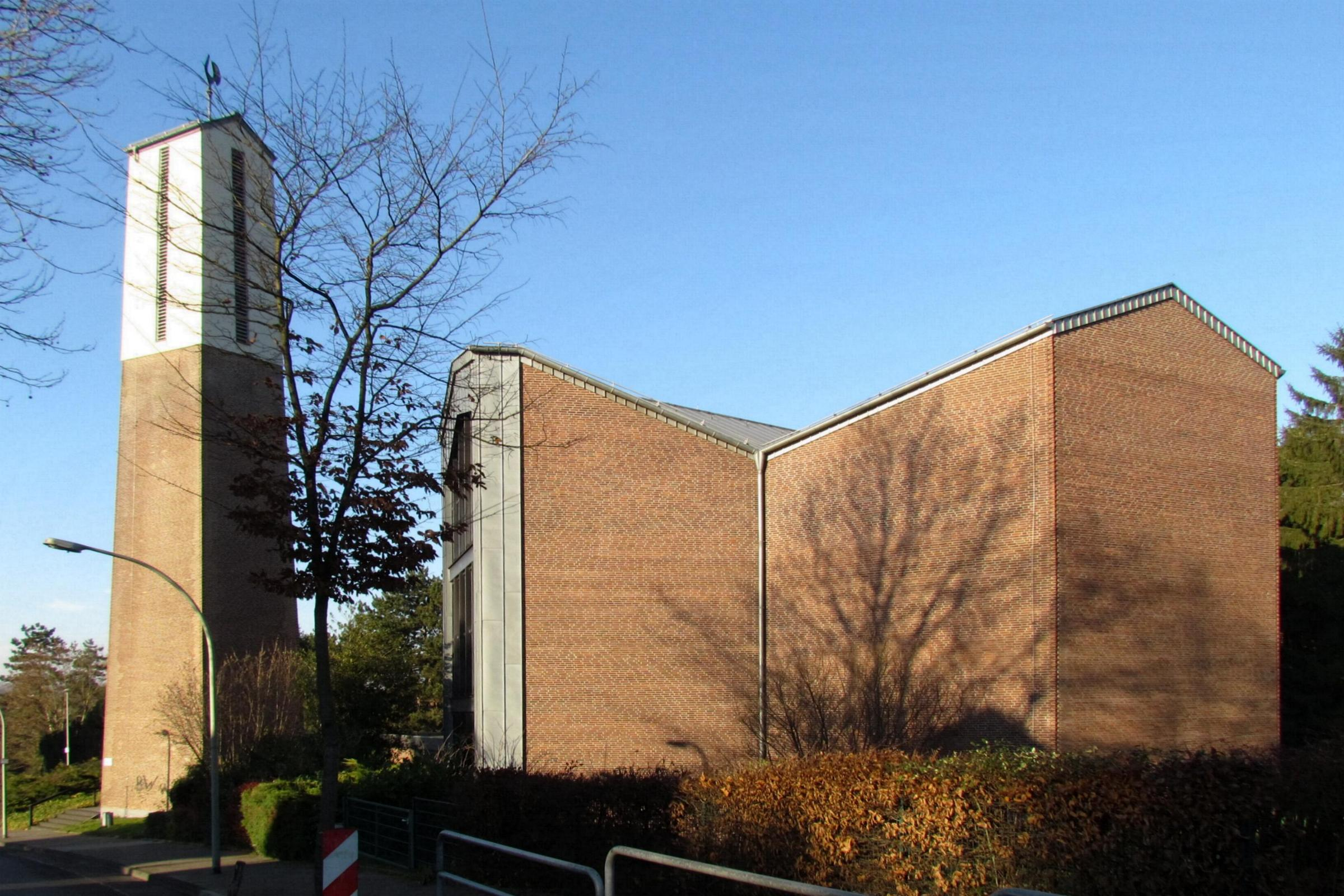
Die neue katholische Pfarrkirche St. Dionysius.

In Frelenberg gibt es zwei katholische Kirchen und eine evangelische: Die neue katholische Pfarrkirche St. Dionysius, die wie die alte um 1450 gebaute Kirche dem Heiligen Dionysius von Paris geweiht ist, ist ein großer und moderner Sakralbau, der seit 1960 für Gottesdienste genutzt wird.
Die alte, bis 1960 genutzte katholische Pfarrkirche ist ein einschiffiger, weiß geschlämmter Bau in Bruchstein und Backstein mit Westturm aus dem 15. oder 16. Jahrhundert. Der Mittelteil ihres Langhauses ist spätgotisch, der Westteil und -turm aus dem 18. Jahrhundert, der Ostteil aus dem 19. Jahrhundert, Chor aus dem Jahre 1826. Zur Kirche gehört ein Friedhof mit Grabsteinen aus dem 17. Jahrhundert (siehe auch Alte Kirche (Frelenberg)).
Die evangelische Christuskirche wurde 1954 erbaut.

## Verkehr
Der nächste Bahnhof ist Übach-Palenberg an der Bahnstrecke Aachen–Mönchengladbach. Die nächsten Autobahnanbindungen sind die Anschlussstellen „Alsdorf“ und „Aldenhoven“ an der A 44 sowie „Heinsberg“ an der A 46.
Die AVV-Buslinien 431 und ÜP1 der WestVerkehr verbinden Frelenberg mit weiteren Stadtteilen sowie mit Baesweiler und Geilenkirchen. Abends und am Wochenende kann zusätzlich der Multi-Bus angefordert werden.
| Linie | Verlauf |
| ----- | --- |
| 431   | Geilenkirchen Bf – Frelenberg – Zweibrüggen – Marienberg – Palenberg Bf – Palenberg – Übach – Boscheln – Baesweiler |
| ÜP1   | Frelenberg – Palenberg Bf – Palenberg – Übach – Boscheln                                                            |

## Vereine
- Förderverein für Kinder und Jugend Frelenberg e. V.
- Karnevalsgesellschaft Frelenberger Esel e. V. 1972
- TUS 09 Rot-Weiß Frelenberg e. V. mit den Abteilungen Fußball, Taekwondo, Turnen und Volleyball
- Trommler- und Pfeifferkorps „Rheinklänge“ Frelenberg 1927 e. V.
- St. Dionysius Schützenbruderschaft Frelenberg 1765 e. V.

## Persönlichkeiten
In Frelenberg ist geboren:
- Hans Jorissen, römisch-katholischer Theologe